# Tykocin (gemeente)
De gemeente Tykocin is een stad- en landgemeente in het Poolse woiwodschap Podlachië, in powiat Białostocki.
De zetel van de gemeente is in Tykocin.
Op 30 juni 2004 telde de gemeente 6530 inwoners.

## Oppervlakte gegevens
In 2002 bedroeg de totale oppervlakte van gemeente Tykocin 207,34 km², waarvan:
- agrarisch gebied: 63%
- bossen: 27%

De gemeente beslaat 6,95% van de totale oppervlakte van de powiat.

## Demografie
Stand op 30 juni 2004:
| Omschrijving                   | Totaal | Totaal | Vrouwen | Vrouwen | Mannen | Mannen |
| ------------------------------ | ------ | ------ | ------- | ------- | ------ | ------ |
| eenheid                        | aantal | %      | aantal  | %       | aantal | %      |
| inwoners                       | 6530   | 100    | 3295    | 50,5    | 3235   | 49,5   |
| bevolkingsdichtheid (inw./km²) | 31,5   | 31,5   | 15,9    | 15,9    | 15,6   | 15,6   |

In 2002 bedroeg het gemiddelde inkomen per inwoner 1294,64 zł.

## Administratieve plaatsen (sołectwo)
Bagienki, Broniszewo, Dobki, Hermany, Kapice-Lipniki, Kiślaki, Krosno, Leśniki, Lipniki, Łaziuki, Łazy Duże, Łazy Małe, Łopuchowo, Nieciece, Nowe Jeżewo, Pajewo, Popowlany, Radule, Rzędziany, Sanniki, Sawino, Siekierki, Sierki, Słomianka, Stare Jeżewo, Stare Kapice, Stelmachowo, Stelmachowo-Kolonia, Szafranki, Tatary, Tykocin-Kaczorowo, Tykocin-Kolonia, Żuki.

## Overige plaatsen
Biegun, Janin, Kaczorowo, Kiermusy, Milewo Leśne, Milewo-Żółtki, Nowe Miasto, Pętowo, Piaski, Sępiki, Szelągówka.

## Aangrenzende gemeenten
Gmina Tykocin grenst in het oosten aan gminami Choroszcz, en Dobrzyniewo Duże,in het zuiden aan gminą Kobylin-Borzymy, in het westen aan gminą Zawady, en in het noorden aan gminami Krypno en Trzcianne,